# Elena Cornalba
Elena Cornalba (fl. 1878-1895) è stata una danzatrice italiana nata intorno al 1860 e morta dopo il 1895 la cui carriera si è svolta a Parigi, Londra e in Russia, tra le altre.
È annoverata con Amalia Ferraris, Virginia Zucchi, Carlotta Brianza e Pierina Legnani tra le grandi ballerine italiane della sua epoca che hanno sviluppato la tecnica del balletto classico con grande virtuosismo.

## Biografia
Elena Cornalba fu con ogni probabilità allieva di Margherita Wuthier Casati alla Scuola di Ballo della Scala di Milano. Debuttò il 2 gennaio 1878 al Teatro Apollo di Roma nel balletto Lore-Ley di Hippolyte Monplaisir, in una produzione di C. Merzagora, ma le recensioni sottolinearono la sua inesperienza. La prima de La stella di Granata di Merzagora su musica di Costantino dall'Argine il 24 febbraio 1878 all'Apollo fu invece per lei un successo, anche se lo spettacolo di per sé non fu salutato favorevolmente dalla critica.
All'inizio dell'anno 1879 fu al Teatro La Fenice di Venezia dove, accanto a Enrico Cecchetti, danzò nei balletti Rolla di Luigi Manzotti su musiche di C. Pontoglio e L. Angeli (11 gennaio 1879) e Ondina di A. Pallerini su musica di Dall'Argine (marzo 1879); fu acclamata al punto da mettere in ombra Cecchetti. Debuttò alla Scala in Dellia di Pallerini e Marenco, il 6 gennaio 1880; ma questo balletto fu stroncato dalla critica, salvando in parte solo lei. Ballò a Milano in La Fille mal gardée di Peter Ludwig Hertel su coreografia di J. Mendez e Paul Taglioni (22 gennaio 1880), Morgano di Taglioni e Hertel (21 febbraio 1880) e in Le due gemelle di Pallerini (su musiche di Ponchielli), produzioni di scarso successo di per sé e per la danzatrice. Ballò al Teatro Alhambra di Roma alla fine del 1881.
Il soggiorno parigino segnò l'apice della sua carriera, dal 1883 alla fine del 1886. Lì si esibì all'appena inaugurato Eden-Théâtre, tra gli altri nel ruolo di Civiltà, nel celebre balletto Excelsior di Manzotti e Marenco, e come solista in Siéba, con la celebre Virginia Zucchi (ottobre 1883). Elena Cornalba fu applaudita e celebrata a Parigi, più che nel suo paese natale; Le Figaro scriveva di lei:
«C'est une danseuse de primo cartello [sic], sans rivale à Paris. Une prodigieuse élévation, des pointes infatigables, la force et la grâce réunies, tels sont les dons hors ligne qui lui ont valu les applaudissements sans fin.»
Cornalba fu assunta nel 1887 in Russia al Teatro Mariinsky di San Pietroburgo. A dicembre, interpretò il ruolo principale di un revival rivisitato di Fiammetta di Minkus e nel febbraio 1888 il ruolo di Amata in La Vestale su musica di Mikhaïl Ivanov (1849-1927); Cornalba venne lodata per la sua tecnica brillante. Nel marzo 1888 divenne prima ballerina all'Empire Theatre di Londra, poi nell'89 tornò a San Pietroburgo, dove lavorò con Marius Petipa e interpretò al fianco di Enrico Cecchetti il ruolo femminile principale di Ella in Le Talisman di Petipa e Riccardo Drigo, e nello stesso anno Giselle.
In seguito tornò a Londra: nel maggio 1892 all'Empire-Theatre nel balletto Versailles di Katti Lanner e J. Wilhelm su musiche di L. de Wenzel e nelle rappresentazioni del Faust di Wilhelm Meyer Lutz e E. Ford. Dopo il 1895 si perdono le tracce di Elena Cornalba. La data e il luogo della sua morte sono ignote.